# A Luigia Pallavicini caduta da cavallo
A Luigia Pallavicini caduta da cavallo (« À Luigia Pallavicini tombée de cheval ») est le titre d'une ode d'Ugo Foscolo, dédiée à Luigia Pallavicini, femme de l'aristocratie génoise, connue pour sa beauté, qui se retrouva défigurée après une chute de cheval.
Publiée en 1802, l'ode est composée de dix-huit strophes de six trochées chacune.

## Histoire
Luigia Pallavicini est une très belle femme mais, depuis sa chute de cheval, elle n'ose plus se montrer en public.
Le poète s'adresse aux Grâces car elles portent à la femme blessée les onguents et le lin (utilisés par Vénus piquée par une épine le jour qu'elle pleurait la mort d'Adonis) pour la guérir.
Les  cupidons pleurent pour elle et offrent des vœux à Apollon pour qu'elle guérisse et puisse retourner rapidement aux danses.
Le poète – après s'être plaint que Luigia ne se soit pas consacrée à la poésie mais ait choisi des occupations plus viriles – raconte le drame survenu ce triste jour. Le vent et le mors tentèrent en vain d'arrêter le cheval emballé qui, effrayé, se précipita vers la mer. Tandis que les vagues étaient sur le point de l'engloutir, Neptune intervint et rejeta de la mer l'animal, qui reculant se cabra, désarçonnant Luigia qui chuta et la traîna sur la route pavée de pierres.
Le poète, à ce moment, maudit l'enseignement prodigué aux nobles dames sur l'art de monter à cheval, mais espère et prie pour que son amie ait le même destin de Diane qui, tombée de son char, en eut le visage amoché mais qui put ensuite retourner heureuse parmi les nymphes des fêtes d'Éphèse et monter, plus belle qu'avant, au ciel.

## Sources
- (it) Cet article est partiellement ou en totalité issu de l’article de Wikipédia en italien intitulé « A Luigia Pallavicini caduta da cavallo » (voir la liste des auteurs).